# Macropus giganteus
El canguro gris oriental (Macropus giganteus), o simplemente canguro gigante, es una especie de marsupial diprotodonto de la familia Macropodidae que habita en el sur y este de Australia y Tasmania. No debe confundirse con el canguro gris occidental (Macropus fuliginosus). El canguro macho puede alcanzar los 120 kilogramos de peso y medir hasta 2 metros de altura, puede correr muy rápido, se ha registrado una velocidad de 55 km/h. La población estimada actual es de aproximadamente dos millones de individuos.

## Subespecies
Se reconocen dos subespecies de Macropus giganteus .
- Macropus giganteus giganteus - Australia
- Macropus giganteus tasmaniensis - Tasmania